# Nu2 Lyrae
Título a ser usado para criar uma ligação interna é Nu2 Lyrae.
Nu2 Lyrae (9 Lyrae) é uma estrela na direção da constelação de Lyra. Possui uma ascensão reta de 18h 49m 52.92s e uma declinação de +32° 33′ 03.9″. Sua magnitude aparente é igual a 5.22. Considerando sua distância de 238 anos-luz em relação à Terra, sua magnitude absoluta é igual a 0.90. Pertence à classe espectral A3V.